# Davanti agli occhi (singolo)
Davanti agli occhi è un singolo del cantautore italiano Nesli, il quinto estratto dal sesto album in studio Nesliving Vol. 3 - Voglio e pubblicato il 24 dicembre 2012.

## Video musicale
Il video è stato pubblicato sul canale YouTube ufficiale di Nesli la notte di Natale del 2012. La regia è stata affidata a Nicolò Cerioni e Leandro Manuel Emede. Nel video si vede Nesli cantare nudo e via via si riempie di lividi sul corpo fino a sanguinare.
Nesli si mostra "nudo" così come è ogni persona quando si ritrova ad affrontare le emozioni che penetrano qualsiasi armatura e ci spogliano di ogni cosa. Alla fine del video è pieno di lividi, ma sorride per lanciare il messaggio di esser forti, di smetteterla di dar retta agli altri e di credere nei propri sogni.